# Kosovos premiärminister
Kosovos premiärminister (albanska: Kryeministri i Kosovës, serbiska: Премијер Косова, Premijer Kosova) är ledaren för Kosovos regering. Premiärministern och Kosovos regering, som han eller hon leder, är ansvariga inför Kosovos riksdag, som de alla måste tillhöra. Den nuvarande premiärministern är Albin Kurti.

## Premiärministrar i Kosovo
Lista över Kosovos regeringschefer:

### Socialistiska Autonuma Provinsen Kosovo (1944-1990)
| No. | Bild | Namn                   | Tillträdde | Avgick | Parti |
| 1   |      | Fadil Hoxha            | 1945       | 1963   | SKJ   |
| 2   |      | Ali Shukriu            | 1963       | 1967   | SKJ   |
| 3   |      | Ilija Vakić            | 1967       | 1974   | SKJ   |
| 4   |      | Bogoljub Nedeljković   | 1974       | 1978   | SKJ   |
| 5   |      | Bahri Oruçi            | 1978       | 1980   | SKJ   |
| 6   |      | Riza Sapunxhiu         | 1980       | 1982   | SKJ   |
| 7   |      | Imer Pula              | 1982       | 1984   | SKJ   |
| 8   |      | Ljubomir Neđo Borković | 1984       | 1986   | SKJ   |
| 9   |      | Namzi Mustafa          | 1986       | 1987   | SKJ   |
| 10  |      | Kaqusha Jashari        | 1987       | 1989   | SKJ   |
| 11  |      | Nikolla Shkreli        | 1989       | 1989   | SKJ   |
| 12  |      | Daut Jashanica         | 1989       | 1989   | SKJ   |
| 13  |      | Jusuf Zejnullahu       | 1989       | 1990   | SKJ   |
| --- | ---- | ---------------------- | ---------- | ------ | ----- |

### Den självutnämnda (icke erkända) republiken Kosovo (1990-2000)
Partier
      LDK
      PDK
| No. | Bild | Namn             | Tillträdde       | Avgick          | Parti |
| 1   |      | Jusuf Zejnullahu | 7 september 1990 | 5 oktober 1991  | LDK   |
| 2   |      | Bujar Bukoshi    | 5 oktober 1991   | 1 februari 2000 | LDK   |
| 3   |      | Hashim Thaçi     | 2 april 1999     | 1 februari 2000 | PDK   |
| --- | ---- | ---------------- | ---------------- | --------------- | ----- |

### Den FN-administrativa regionen Kosovo (1999 - 2008)
Partier
      PDK
      LDK
      AAK
      PPK
      Partilös
| No. | Bild | Namn                    | Tillträdde      | Avgick           | Parti    |
| 1   |      | Bajram Rexhepi          | 4 mars 2002     | 3 december 2004  | PDK      |
| 2   |      | Ramush Haradinaj        | 3 december 2004 | 8 mars 2005      | AAK      |
| 3   |      | Adem Salihaj tillfällig | 8 mars 2005     | 25 mars 2005     | LDK      |
| 4   |      | Bajram Kosumi           | 25 mars 2005    | 10 mars 2006     | PPK      |
| 5   |      | Agim Çeku               | 10 mars 2006    | 9 januari 2008   | Partilös |
| 6   |      | Hashim Thaçi            | 9 januari 2008  | 17 februari 2008 | PDK      |
| --- | ---- | ----------------------- | --------------- | ---------------- | -------- |

### Republiken Kosovo (erkänd av 108 medlemsstater i FN)
PDK
      LDK
      AAK
      LV
| No. | Bild | Namn             | Tillträdde       | Avgick           | Parti |
| 1   |      | Hashim Thaçi     | 17 februari 2008 | 14 december 2014 | PDK   |
| 2   |      | Isa Mustafa      | 9 december 2014  | 9 september 2017 | LDK   |
| 3   |      | Ramush Haradinaj | 9 september 2017 | 3 februari 2020  | AAK   |
| 4   |      | Albin Kurti      | 3 februari 2020  | 3 juni 2020      | LV    |
| 5   |      | Avdullah Hoti    | 3 juni 2020      | 22 mars 2021     | LDK   |
| 6   |      | Albin Kurti      | 22 mars 2021     | sittande         | LV    |
| --- | ---- | ---------------- | ---------------- | ---------------- | ----- |